# María Luisa Ross Landa
María Luisa Ross Landa (Pachuca de Soto, 14 de agosto de 1887-Ciudad de México, 12 de junio de 1945) fue una periodista, educadora, escritora, traductora, guionista, actriz, y funcionaria feminista mexicana. Es considerada la primera reportera mexicana, fue pionera de la radio cultural en México y directora de la primera radio educativa del país.

## Biografía
Nació en Pachuca de Soto, Hidalgo; recibió educación de alta calidad en su formación escolar y sus maestras fueron inspiración para encontrar la vocación académica. Fue nieta de renombrados exploradores del Polo Norte, hija de Alejandro Ross, un médico-militar escocés; y de Elena Landa; una prefecta escolar descendiente de españoles. Su padre fue subdirector del recién fundado Hospital General de México, director del Hospital General de Pachuca y tuvo vínculos con el gobierno de Porfirio Díaz. En tanto su madre fue prefecta en la Escuela Nacional Secundaria de Niñas de Pachuca. La posición social de la familia Ross Landa permitió que María Luisa contara con excelente educación privada, hecho que en la época estaba reservada a pocas mujeres.
Se considera una figura prominente en distintos campos culturales como el periodismo, la educación y la literatura. Murió en la Ciudad de México el 12 de junio de 1945 víctima de una úlcera en el duodeno y de anemia.

### Formación y trayectoria
Estudió en la Escuela Normal para Maestras graduándose en 1900 y estudió Letras e impartió clases en la Escuela de Altos Estudios de la Universidad Nacional de México, posteriormente Facultad de Filosofía y Letras de la  Universidad Nacional Autónoma de México (UNAM). Estudió en el Conservatorio Nacional de Música de México, donde obtuvo la maestría en recitación y declamación. Atendió las sesiones del Ateneo de la Juventud. Fue reconocida por su erudición y por el dominio de diversos idiomas incluyendo inglés, francés, portugués e italiano.
Algunas fuentes afirman que "Luis G. Urbina  le  escribió el poema Metamorfosis. También se dice que impresionó a Justo Sierra cuando la escuchó dar una conferencia, desde entonces fue su maestro y guía y le abrió muchos espacios en el ámbito cultural mexicano".
Ross Landa es considerada como la primera mujer que ejerció el trabajo de reportera en el país. Escribió en los periódicos mexicanos El Universal, El Universal Ilustrado, El Imparcial y Revista de Revistas de Excélsior, medio del cual fue fundadora; asimismo colaboró en La Prensa y El Regidor, diarios de la ciudad de San Antonio y en Hispano-América de San Francisco. En su actividad periodística usó pseudónimos como El Paje Merelí y Silvia Setala y María Luisa. Como guionista realizó el de la película Obsesión de 1917, filme en el que actuó, y Triste crepúsculo, el mismo año. También en 1917 se puso en escena su poema Rosas de amor en el Teatro Arbeu. En 1918, escribió el guion de Maciste turista, película en la que también actuó. Gracias a su prestigio en los años 1920 y 1930, fue embajadora de arte y cultura en Europa por la UNAM. Como defensora de los derechos de las mujeres, Ross abogaría por una mayor participación de la mujer en espacios educativos y culturales; asimismo fundó la Unión Feminista Iberoamericana junto con Doña Cruz Cosío viuda de López, con la intención de promover la comprensión entre las mujeres de países hermanos.
En el servicio público, realizó distintos proyectos, entre ellos en 1913 fue designada por Victoriano Huerta como embajadora de la cultura mexicana en España, hecho para el cual dictó distintas conferencias sobre autores y diversos temas de la cultura de México. Ross Landa tendría la confianza de José Vasconcelos para crear y dirigir algunos de los proyectos más relevantes educativos-alfabetizadores de la época. Por ello fundó y dirigió la primera radiodifusora educativa de México con el fin de crear y transmitir masivamente educación y alfabetización a nivel nacional; la misma funcionó en la frecuencia CGZ y posteriormente en XFX, a la postre Radio Educación. De 1924 a 1933 María Luisa Ross fue designada jefa de la sección radio-telefónica de la Secretaría de Educación Pública, teniendo a cargo la estación y sus contenidos. La estación tuvo la tarea de difundir conocimientos educativos, culturales y científicos, en tanto el gobierno mexicano dotaba de aparatos receptores a distintas comunidades, pueblos y ciudades. En esa labor, María Luisa Ross Landa visitaría pueblos y comunidades, mismas en las que impartiría conferencias sobre el valor de la educación. Ella renunció al cargo tras la salida de Emilio Portes Gil de la Secretaría de Educación Pública y volvería de 1931 a 1933 a dirigir la radiodifusora.
Varias de las obras escritas por Ross Landa para la instrucción básica serían referencia por varias décadas y fueron ocupadas en niveles básicos como primarias, entre ellos el premiado Cuentos sentimentales y El mundo de los niños. Ross fue presidenta de la Sociedad de Autores Didácticos Mexicanos e integró la Comisión Permanente del Congreso Nacional de Educadores.
A nivel filantrópico participó en la fundación de la Cruz Roja Mexicana y acudió a Monterrey en auxilio de las personas damnificadas por las lluvias de 1909. De 1933 a 1945 ocuparía la dirección de diversas bibliotecas, entre ellas la del Museo de Arqueología e Historia, situado en la Ciudad de México.

## Obra

### Materiales educativos
- Lecturas selectas, (1922)
- Memorias de una niña (1923 y 1924)
- El mundo de los niños, (1924)
- Lecturas instructivas y recreativas (1925)
- Cuentos sentimentales
- Historia de una Mujer

### Novela
- La culpa
- Así conquista España (1923)

### Poesía
- Rosas de amor (1917)

### Guiones cinematográficos
- Obsesión (1917)
- Triste crepúsculo (1917)
- Maciste turista (1918)